# Anselmo (Name)
Anselmo ist die italienische, portugiesische und spanische Form des Vornamens Anselm, auch als Familienname gebräuchlich.

## Namensträger

### Vorname
- Anselmo Aieta (1896–1964), argentinischer Bandoneonist und Komponist
- Anselmo Albareda (1892–1966), spanischer Kurienkardinal
- Anselmo Alliegro y Milá (1899–1961), kubanischer Rechtsanwalt und Politiker
- Anselmo Álvarez Navarrete (* 1932), spanischer Benediktinermönch und Abt
- Anselmo Anselmi (1859–1907), italienischer Lokalhistoriker
- Anselmo da Baggio (um 1010/15–1073), siehe Alexander II. (Papst)
- Anselmo José Braamcamp (1819–1885), portugiesischer Politiker
- Anselmo Bucci (1887–1955), italienischer Maler, Grafiker und Schriftsteller
- Anselmo da Campione (vor 1160–?), italienischer Bildhauer der frühen Gotik
- Anselmo Canera (* um 1522; † nach 1584), italienischer Maler und Kupferstecher der Spätrenaissance
- Anselmo Colzani (1918–2006), italienischer Opernsänger der Stimmlage Bariton
- Anselmo Duarte (1920–2009), brasilianischer Schauspieler, Filmregisseur und Drehbuchautor
- Anselmo Fernandez (1918–2000), portugiesischer Architekt und Fußballtrainer
- Anselmo Fox (* 1964), Schweizer Künstler
- Anselmo Gouthier (1933–2015), italienischer Rechtsanwalt und Politiker der Kommunistischen Partei Italiens
- Anselmo Grau (1930–2001), uruguayischer Musiker und Radiomoderator
- Anselmo López (1910–2004), spanischer Sportfunktionär
- Anselmo Lorenzo (1841–1914), spanischer Anarchist und Gewerkschafter
- Anselmo Lurago (1701–1765), italienischer Baumeister
- Anselmo Marzato (1557–1607), italienischer Kardinal und Kapuziner
- Anselmo Moreno (* 1985), panamaischer Boxer
- Anselmo Müller (1932–2011), brasilianischer Ordensgeistlicher und römisch-katholischer Bischof von Januária
- Anselmo Guido Pecorari (* 1946), italienischer Geistlicher, römisch-katholischer Erzbischof und Diplomat des Heiligen Stuhls
- Anselmo Pietrulla (1906–1992), deutscher Ordensgeistlicher und römisch-katholischer Bischof von Tubarão in Brasilien
- Anselmo Ralph (* 1981), angolanischer Popsänger
- Anselmo Ramon (* 1988), brasilianischer Fußballspieler
- Anselmo Fernández Rodríguez (1918–2000), portugiesischer Architekt und Fußballtrainer
- Anselmo Tadeu Silva do Nascimento (* 1980), brasilianischer Fußballspieler

### Familienname
- Giovanni Anselmo (1934–2023), italienischer Bildhauer und Objektkünstler
- Peregrino Anselmo (1902–1975), uruguayischer Fußballspieler
- Phil Anselmo (* 1968), US-amerikanischer Musiker
- Tony Anselmo (* 1960), US-amerikanischer Trickfilmzeichner und Synchronsprecher von Donald Duck
- Vic Anselmo (* 1985), lettische Sängerin und Songschreiberin